# Eusebia
Eusebia (Flavia Aurelia Eusebia), född okänt år, död 360, var en romersk kejsarinna, gift med kejsare Constantius II. Hon var känd för sitt inflytande över politiken. 

## Biografi
Eusebia var medlem av en grekisk adelsfamilj från Makedonien; hennes far var den förste grek som blivit romersk konsul. 
Hon gifte sig med Constantius någon gång under år 353. Hon beskrivs som vacker, barmhärtig och klok. Eusebia agerade som kejsarens rådgivare och utövade stort inflytande över hans politik. Hon utövade nepotism då det gällde att skaffa maktpositioner åt sina släktingar och befrämja sina bröders karriärer. Hon var dock även känd för att ständigt få maken att avstå från att bestraffa brottslingar, även i de fall de faktiskt var skyldiga till det de anklagades för. 
År 354 besökte hon ensam Rom medan maken var i Germanien, ett statsbesök som utvecklade stora ceremonier och där hon presiderade över omfattande offentliga festligheter. Hon besökte Rom en andra gång med maken 357. 
Eusebia övertalade maken att försonas med sin unge släkting Julianus Apostata, som han misstänkte för förräderi, låta honom studera i Aten och utnämna honom till medkejsare 355. Hon ska dock av avundsjuka ha gett Julianus fru, Helena (kejsarinna), ett medel som framkallade missfall då Helena var gravid. Hon var kristen och anhängare av den arianismen, som hon stödde, vilket uppväckte konflikter inom de olika kristna inriktningarna. Enligt en version ska arianerna ha sänt en av sina anhängare till hovet, där han genom att ha samlag med Eusebia ska ha vunnit över henne för sin sak. Eusebia ska enligt en legend ha varit inblandad i en konflikt med en biskop, som tackade nej till samlag och vägrade att träffa henne om hon inte förödmjukade sig inför honom. År 359 avslöjades en komplott där en man hade planerat att störta Constantius och gifta sig med henne. Hon hade inga barn. 
Eusebia avled medan hon undergick en fertilitetsbehandling.        